# Audemars Piguet
Audemars Piguet ([odmaʁ piɡɛ]) bzw. die Audemars Piguet Holding SA ist eine Schweizer Uhrenmanufakturgruppe mit Sitz in Le Brassus im Kanton Waadt. An ihren drei Produktionsstandorten in Le Brassus, Le Locle (Kanton Neuenburg) und Meyrin (Kanton Genf) stellt sie Uhren der obersten Preisklasse her. Die Jahresproduktion beläuft sich auf rund 45.000 Uhren. Die Unternehmensgruppe beschäftigt 800 Mitarbeiter, davon 610 in der Schweiz, und erwirtschaftete 2021 einen Umsatz von 1,58 Milliarden Schweizer Franken.

## Geschichte und Entwicklung

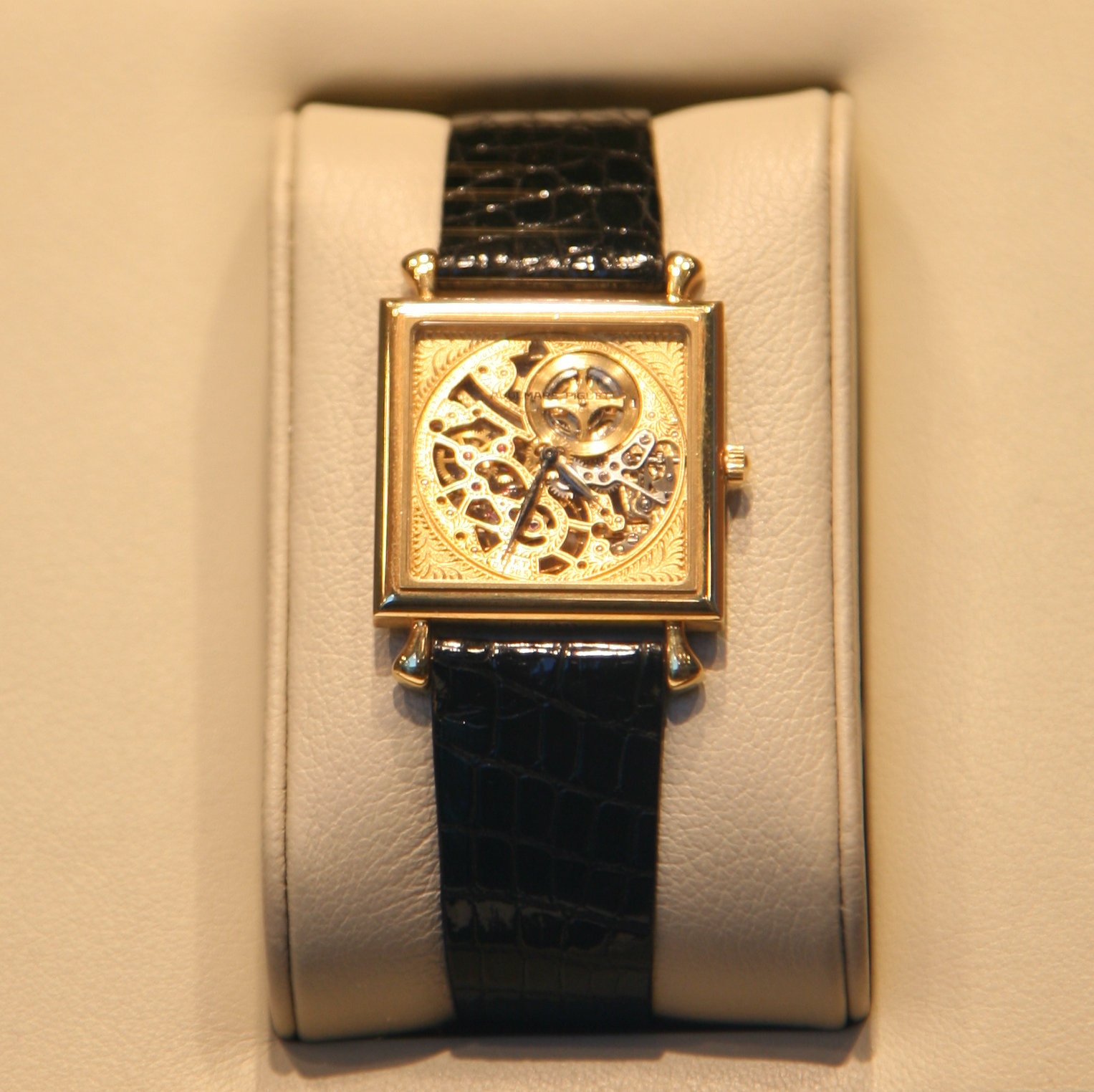
Eine skelettierte Uhr von Audemars Piguet

Im Jahr 1875, kurz nach dem Abschluss seiner Ausbildung zum Repasseur, begann (Jules-)Louis Audemars in Le Brassus mit der Fertigung eigener Uhren. Unterstützung erhielt er gelegentlich von seinem Jugendfreund Edward-Auguste Piguet, ebenfalls Repasseur. Am 17. Dezember 1881 gründeten sie die gemeinsame Firma Audemars, Piguet & Cie. und begannen sogleich mit der Produktion von komplizierten Taschenuhren. 1882 konnten sie eigene Modelle mit ewigem Kalender, Minutenrepetition oder als Chronograph vorweisen. 1889 gewann ihre Taschenuhr «Grande Complication» eine Medaille auf der Weltausstellung Paris. Zwei Jahre später schufen sie das weltweit kleinste Uhrwerk mit Minutenrepetition und 1891 die erste Armbanduhr mit Minutenrepetition.

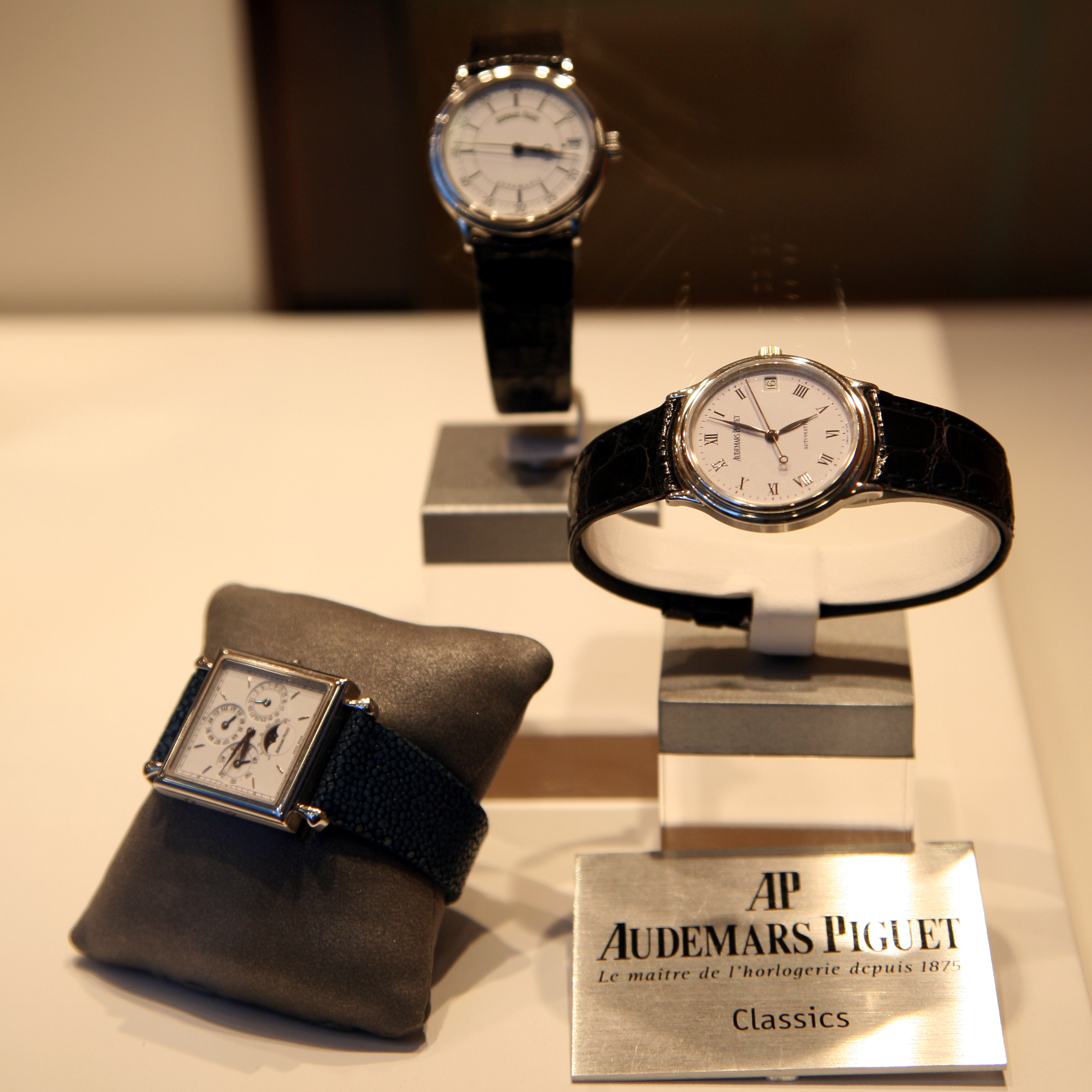
Verschiedene Uhren von Audemars Piguet

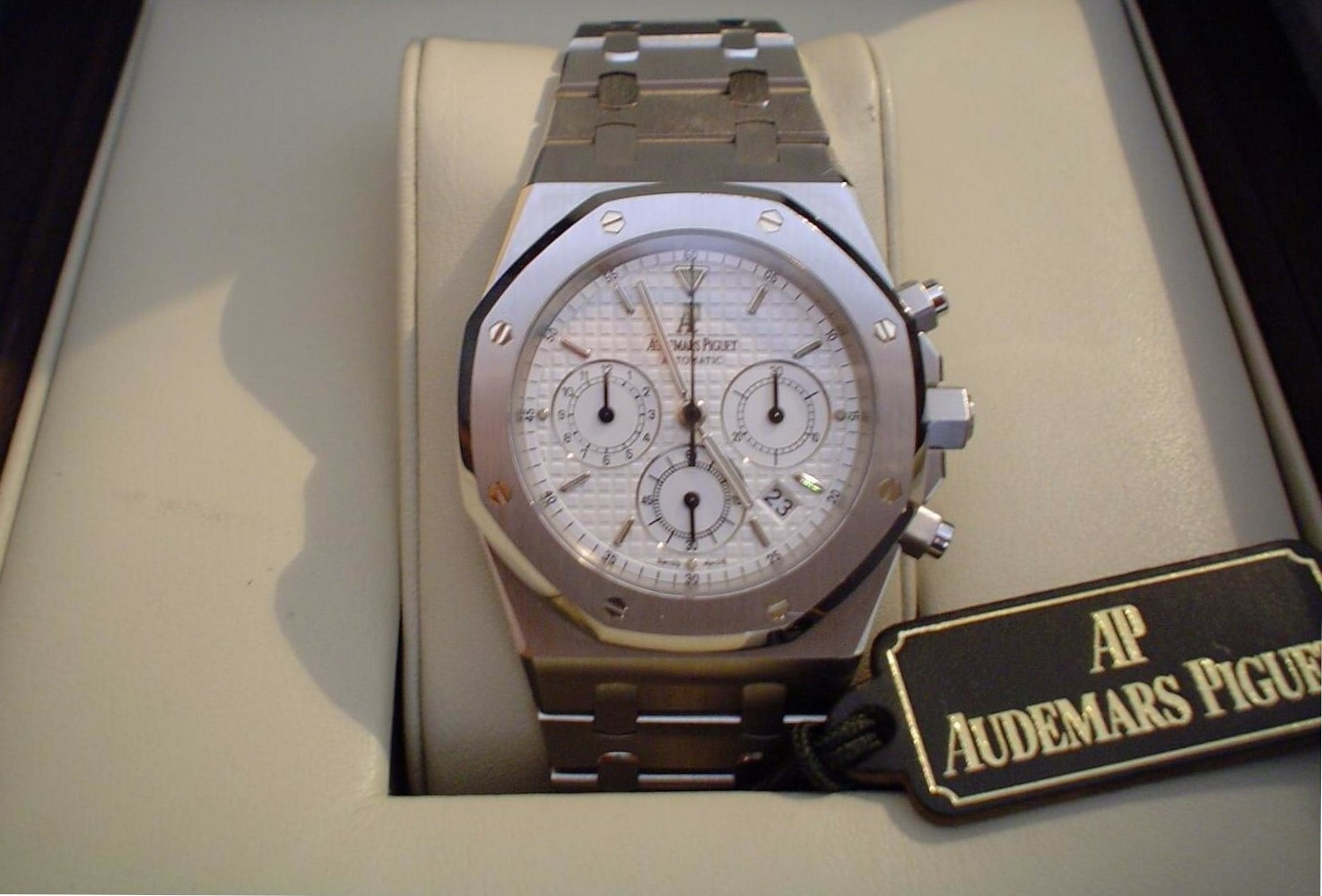
Ein Modell der Royal Oak

Die Firma erlangte schnell Bekanntheit und konnte unter anderem in Berlin, London, Paris, New York und Buenos Aires Filialen eröffnen.
Nach dem Tod der Firmengründer Audemars im Jahre 1918 und Piguet 1919 wandten sich die Erben der Entwicklung und Herstellung von hochwertigen Armbanduhren zu. Es wurden modische Uhren geschaffen, der Markt verlangte nach Edelmetallen und -steinen. Die Firma profitierte von der hohen Qualität ihrer Produkte, lieferte früh Ébauches und ganze Uhren an bekannte Juweliere wie Van Cleef & Arpels in Paris oder Tiffany in New York, die jene unter eigenem Namen verkauften. Audemars Piguet überstand die Weltwirtschaftskrise und konnte sich während des Zweiten Weltkrieges aufgrund der grossen, vor allem US-amerikanischen Nachfrage nach Armband-Chronographen weiterentwickeln.
Den größten Erfolg erreichte Audemars Piguet nach dem Zweiten Weltkrieg. Als Klassiker der Modellpalette gilt inzwischen die von Gérald Genta entworfene 1972 präsentierte «Royal Oak»; technische Besonderheit ist ihre Monocoque-Bauweise (Einschalengehäuse) mit achtfach verschraubter Lünette. Andere Uhren folgten, so z. B. 1986 das damals flachste Armband-Tourbillon mit automatischem Aufzug oder 1993 die erste Armbanduhr mit Grande und Petite Sonnerie und Viertelrepetition.

## Bekannte und aktuelle Modellreihen
- «La Grande Complication» – Taschenuhr, nur 100 Stück von 1915 bis 1989 hergestellt[5]
- «Royal Oak» – Sportuhr aus Edelstahl, Design Gérald Genta (ab 1972)
- «Royal Oak Offshore» – Neuinterpretation des bekannten Modells (ab 1992)
- «Jules Audemars» – Klassische Armbanduhr, verschiedene Komplikationen und Materialien
- «Edward Piguet» – Klassische Armbanduhr, verschiedene Komplikationen und Materialien
- «Millenary» – Moderne Armbanduhr, verschiedene Komplikationen und Materialien

## Sonstiges
Unter anderem erlangte die Firma Bekanntheit als Förderer des America’s-Cup-Siegerteams Alinghi. Viele Prominente gehören zu den Anhängern dieser Marke. Zum Beispiel trug Arnold Schwarzenegger in zweien seiner Filme (End of Days und Terminator 3) eigens dafür angefertigte und limitierte Auflagen der Reihe «Royal Oak Offshore». Eine weitere Sonderedition heisst «Royal Oak Offshore Pablo Montoya» und wird in einer Sonderauflage in Titan, Rotgold oder Platin angeboten.
Im Oktober 2012 wurde eine limitierte Edition für und mit Formel-1-Rennsport-Legende Michael Schumacher in Berlin präsentiert. Auch diese Edition besteht aus drei Modellen mit entweder einem Titan- (1000 Stück), Rotgold- (500 Stück) oder Platin-Uhrengehäuse (100 Stück). Michael Schumachers sieben Weltmeistertitel sind darauf mit sieben kleinen Sternen, zwei blauen für Benetton und fünf roten für Ferrari, rechts der 12-Uhr-Markierung dargestellt.